# Minhas Memórias de Salazar
Minhas Memórias de Salazar é o titulo de um livro escrito por Marcelo Caetano em 1977, no Brasil.
Mais do que umas memórias de Salazar, acaba por ser uma autobiografia política. Trata, levemente, do seu caminho para a vida adulta e desta, com mais profundidade, na política do Estado Novo (1933-1974).
É um livro muito curioso pelo retrato que faz, caso a caso, do Portugal da altura. O livro termina com a saída do autor da política activa (dedicou-se quase integralmente ao ensino universitário) em 1958 e não explica (como não explica noutro livro publicado em 1974, Depoimento) o seu regresso ao poder em 1968.